# مايكل دامغارد
مايكل دامغارد (بالدنماركية: Michael Damgaard)‏ مواليد 18 مارس 1990، هو لاعب كرة يد دانمركي يلعب كظهير أيسر. يلعب حاليا مع نادي ماغديبورغ لكرة اليد ويحمل الرقم 34. مثل منتخب الدنمارك لكرة اليد. شارك في دورة الألعاب الأولمبية الصيفية سنة 2016.

## سجل المنافسة
شارك في البطولات التالية:
- بطولة العالم لكرة اليد للرجال 2015
- بطولة أوروبا لكرة اليد للرجال 2016
- الألعاب الأولمبية الصيفية 2016

## الميداليات
| الميدالية | المسابقة                       |
| --------- | ------------------------------ |
| ذهبية     | الألعاب الأولمبية الصيفية 2016 |

## روابط خارجية
- مايكل دامغارد على موقع الاتحاد الأوروبي لكرة اليد (الإنجليزية)
- مايكل دامغارد على موقع أوليمبيديا (الإنجليزية)